# 谢雷 (萨尔特省)
谢雷（法語：Cherré，法語發音：[ʃɛʁe] ⓘ）是法国萨尔特省的一个旧市镇，属于马梅尔斯区。2019年，谢雷与市镇谢罗合并为新市镇谢雷欧，谢雷为新市镇行政中心。

## 地理
谢雷（48°10'21"N, 0°39'30"E）面积18.73 平方千米，位于法国卢瓦尔河地区大区萨尔特省，该省份为法国西北部内陆省份，北起顺时针与奥恩省、厄尔-卢瓦省、卢瓦-谢尔省、安德尔-卢瓦尔省、曼恩-卢瓦尔省和马耶讷省接壤，是法国大西部的入口，连接卢瓦尔河谷、布列塔尼和巴黎盆地。
与谢雷接壤的市镇（或旧市镇、城区）包括：圣迈克桑、维莱讷拉戈奈、圣马丹德蒙、貝爾納堡、谢罗、科尔姆。

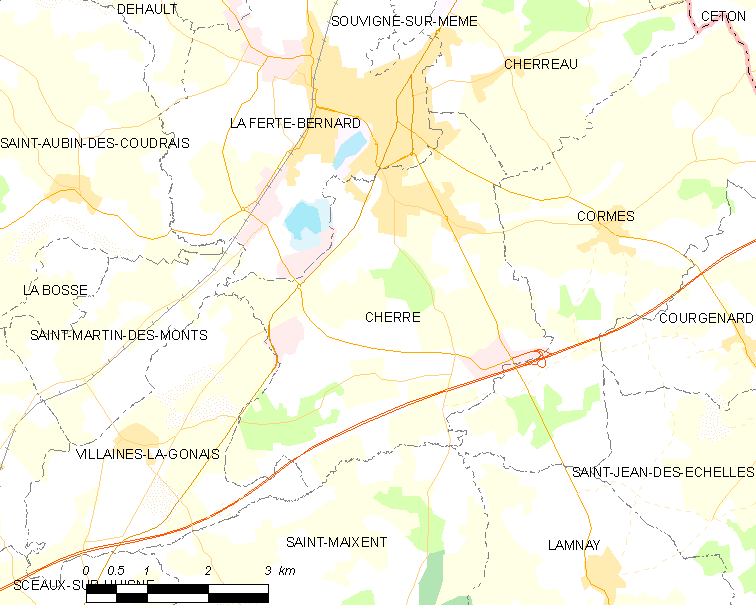
的OSM定位图

谢雷的时区为UTC+01:00、UTC+02:00（夏令时）。

## 行政
谢雷的邮政编码为72400，INSEE市镇编码为72080。

## 政治
谢雷所属的省级选区为贝尔纳堡县。

## 人口

1962-2008年间人口变化图示

谢雷于2018年1月1日时的人口数量为1770人。